# Adolph Frederik Bergsøe
Adolph Frederik Bergsøe, född 7 januari 1806 i Köpenhamn, död 16 januari 1854, var en dansk statistiker.
Bergsøe avlade juridisk examen 1829 och vann 1836 Videnskabernes Selskabs pris för en avhandling om greve Christian Reventlows verksamhet. Avhandlingen innehåller värdefulla upplysningar om de agrara förhållandena i Danmark på 1700-talet och om "landboreformerna". Efter att i några år ha studerat i utlandet började han 1840 att hålla föreläsningar i statsekonomi vid Köpenhamns universitet. År 1845 blev han lektor, 1848 professor, 1850 tillika chef för Det statistiske bureau. Bergsøe blev 1853 landstingsman, men hans politiska verksamhet avbröts kort därefter av hans död.
Förutom ett 1839 utgivet Udkast til en kreditforening for danske grundbesiddere skrev Bergsøe olika ekonomiska och statistiska avhandlingar och dessutom några mindre betydande estetiska arbeten. Hans huvudarbete är emellertid Den danske stats statistik i fyra stora band (1844-53). Verket ger en klar bild av de ekonomiska förhållandena på författarens tid, men miste snabbt sin användbarhet som statistisk handbok, mycket beroende på att den är författad i en övergångsperiod, och att den ekonomiska utvecklingen en kort tid efter utgivningen hade förändrat de i boken beskrivna förhållandena totalt. Framställningen av den historiska utvecklingen hade dock på många punkter bestående värde.